# Horní Řasnice
Horní Řasnice, bis 1949 Bernsdorf pod Smrkem (deutsch Bärnsdorf an der Tafelfichte) ist eine Gemeinde in Tschechien. Sie liegt zehn Kilometer nordöstlich von Frýdlant an der polnischen Grenze und gehört zum Okres Liberec.

## Geographie
Horní Řasnice erstreckt sich am Oberlauf des Baches Řasnice (Rasnitz) im Isergebirgsvorland (Frýdlantská pahorkatina). Nördlich erhebt sich der Kamenný vrch (443 m), im Südosten der Jindřichovický hřeben (Heinersdorfer Rücken) mit dem Nad Nádražím (522 m), südwestlich der Řasný (Damerich, 433 m) und Lípovec (427 m) sowie im Westen die Vyhlídka (Humrich, 511 m). Am nördlichen Ortsausgang liegt an der Straße nach Srbská ein großes Sandgrubengelände. Südöstlich führt die Eisenbahnnebenstrecke von Frýdlant nach Jindřichovice pod Smrkem vorbei, die Bahnstation Horní Řasnice liegt außerhalb des Dorfes am Hang des Berges Nad Nádražím.
Nachbarorte sind Grabiszyce Górne im Norden, Srbská und Świecie im Nordosten, Kolonia Świecie und Jindřichovice pod Smrkem im Osten, Nové Město pod Smrkem im Südosten, Hajniště und V Lukách im Süden, Dolní Řasnice im Südwesten, Bulovka im Westen sowie Dolní Oldřiš im Nordwesten.

## Geschichte
Erste Nachrichten über die Kirche Mariä Empfängnis finden sich 1346 in Schriften des Bistums Meißen. Die erste Erwähnung des Dorfes Bernsdorf erfolgte 1381 im Urbar der Herrschaft Friedland. Besitzer waren zu dieser Zeit die Biebersteiner, die das Geschlecht Max von Maxen mit dem Lehngut Bernsdorf beliehen. Durch Bernsdorf führte die Handelsstraße von Friedland nach Marklissa. Am 21. März 1431 verwüsteten Hussiten unter Jan Čapek ze Sán das Dorf. 1551 starb mit Christoph von Bieberstein der Friedländer Zweig des Geschlechts aus und die Herrschaft gelangte per Heimfall an die böhmische Krone zurück. Von dieser erwarb 1558 der kaiserliche Rat Friedrich von Redern die Herrschaft. Nach der Schlacht am Weißen Berg wurden die Güter Christoph von Rederns konfisziert und an Albrecht von Waldstein übergeben. Nach dessen Ermordung erhielt Matthias von Gallas die Herrschaft. Nachdem der Dreißigjährige Krieg beendet war, begannen die Grafen von Gallas mit der Rekatholisierung ihrer Untertanen. Am 10. und 11. Mai 1651 tagte in Bernsdorf die Gegenreformationskommission, die alle 296 Einwohner vorlud, wobei nur 83 erschienen. Insgesamt bekannten sich lediglich 47 Bernsdorfer zum Katholizismus. Die Mehrzahl der Bewohner verließ Böhmen und ging in die benachbarte Oberlausitz ins Exil. In der berní rula von 1654 sind für Bernsdorf nur noch fünf Anwesen als bewirtschaftet bezeichnet, 84 Wirtschaften waren verlassen. Zum Ende 18. Jahrhundert war das Dorf wieder besiedelt und bestand 1790 aus 110 Häusern. 1830 lebten in den 173 Häusern 893 Menschen. In der Mitte des 19. Jahrhunderts errichtete die Wollwarenfabrik von Eduard Heintschel und Comp. aus Heinersdorf in Bernsdorf ein Zweigwerk, das Stoffe für Damen und Herren sowie Halstücher produzierte und zu Beginn des 20. Jahrhunderts 1400 Beschäftigte hatte.
Nach der Aufhebung der Patrimonialherrschaften entstand 1850 die politische Gemeinde Bernsdorf im Bezirk Friedland, zu der noch die Ansiedlung Feldhäuser gehörte. Im ausgehenden 19. Jahrhundert änderte sich der Gemeindename in Bärnsdorf. Am 2. August 1902 nahm die Friedländer Bezirksbahn die Lokalbahnstrecke von Friedland nach Heinersdorf in Betrieb. Nach dem Zusammenbruch der k.u.k. Monarchie und der nachfolgenden Weltwirtschaftskrise verlor die Fa. Heintschel und Comp. ihre Absatzmärkte im Ausland und geriet in eine Krise, die zur Schließung des Werkes führte. 1930 lebten in Bärnsdorf an der Tafelfichte 761 Menschen. Als im August 1938 der Abriss des Werks begann, sah die Sudetendeutsche Partei dies als einen Schritt zur Vernichtung der Industrie in den Grenzgebieten an und verhinderte den Fortgang der Arbeiten. Nach dem Münchner Abkommen wurde der Ort 1938 dem Deutschen Reich zugeschlagen und gehörte bis 1945 zum Landkreis Friedland. 1939 hatte die Gemeinde 757 Einwohner. Nach dem Zweiten Weltkrieg erfolgte die Vertreibung der deutschen Bevölkerung. Im Jahr 1949 erfolgte die Änderung des Gemeindenamens Bernsdorf pod Smrkem  in Horní Řasnice. In der Heintschelschen Wollwarenfabrik nahm nach Kriegsende die Firma Severka die Produktion von Wirkwaren wieder auf. Zum Ende des Jahres 1950 wurde das Werk geschlossen und zu einem Betonwerk für Fertigbauelemente und Eisenbahnschwellen umgebaut. Der Kies wurde in den Sandgruben an der Straße nach Srbská gewonnen. Das Unternehmen ŽPSV betrieb auch den Basaltsteinbruch in Krásný Les. Mit Beginn des Jahres 1961 erfolgte die Auflösung des Okres Frýdlant, Horní Řasnice wurde dadurch Teil des Okres Liberec. Zugleich wurde Srbská eingemeindet. 1980 wurde Horní Řasnice zusammen mit Krásný Les und Dolní Řasnice zu einer Gemeinde Řasnice zusammengelegt, die sich 1990 wieder auflöste.
1992 übernahm die Firma Železniční průmyslová výroba aus Uherský Ostroh das Betonwerk und nach weiteren Besitzerwechseln produziert seit 1999 in Horní Řasnice die Firma Hans Wolf – nemovitosti, s.r.o Eisenbetonteile. Seit 2006 führt die Gemeinde Horní Řasnice ein Wappen, das auf die Population von Eisvögeln an der Řasnice hinweist. Im Dezember 2006 wurde der zuvor Fußgängern und Radfahrern vorbehaltene Grenzübergang Srbská/Miłoszów für den PKW-Verkehr freigegeben.

## Gemeindegliederung
Die Gemeinde Horní Řasnice besteht aus den Ortsteilen Horní Řasnice (Bärnsdorf an der Tafelfichte) und Srbská (Wünschendorf), die zugleich auch Katastralbezirke bilden.

## Sehenswürdigkeiten

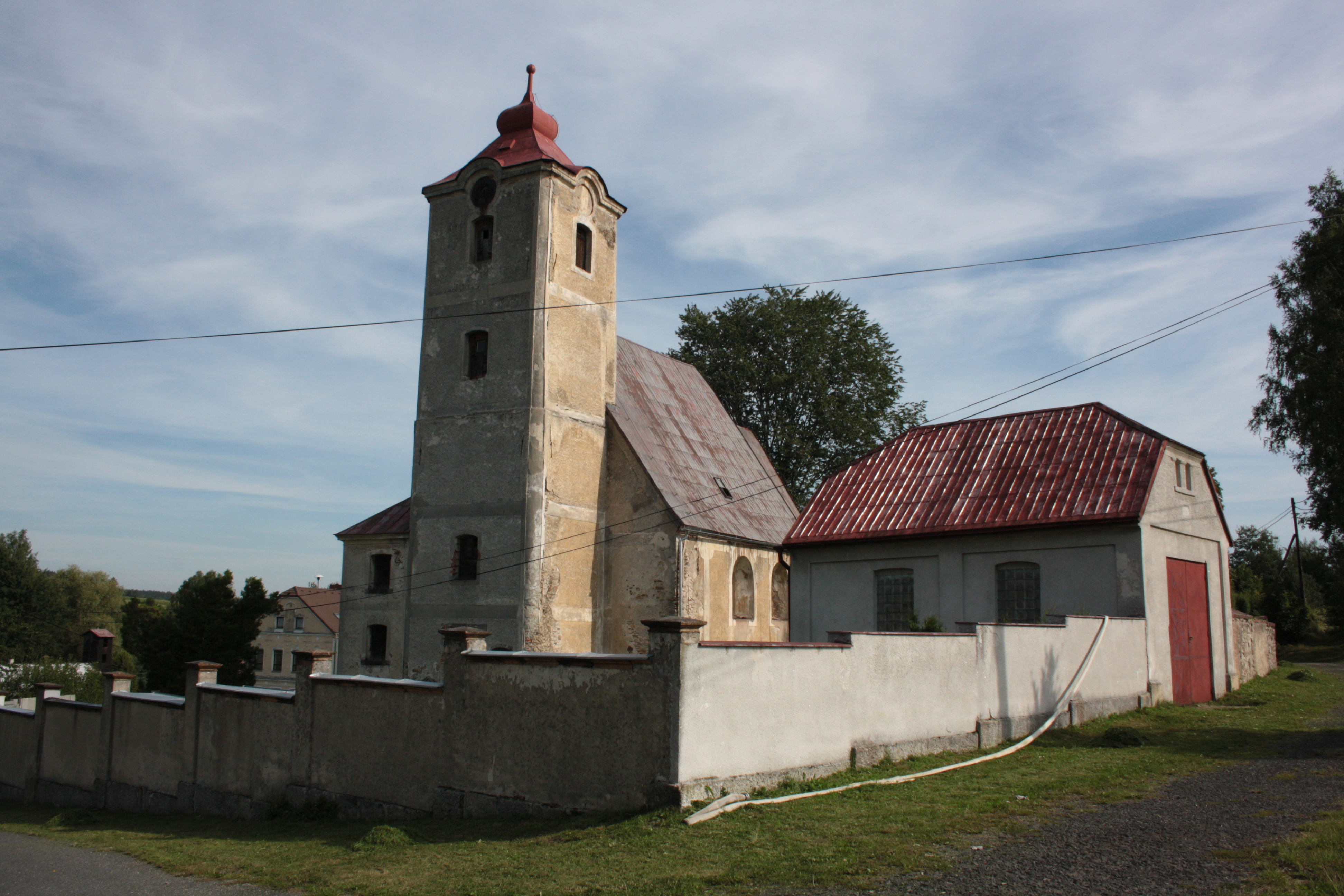
Kirche Mariä Empfängnis

- Kirche Mariä Empfängnis, die seit 1346 schriftlich nachweisbare gotische Kirche wurde im 18. Jahrhundert barock umgestaltet.
- Kapelle Maria Schnee in Srbská, errichtet um 1724
- Bílá skála (Weißer Stein) bei Srbská, der Quarzitfelsen ist als Naturdenkmal geschützt
- Gedenkstein am ehemaligen Marklisser Tor, im Wald nordwestlich des Dorfes
- Gedenkstein „U Zmrzlého muže“ (Beim Erfrorenen Mann), im Wald westlich des Dorfes
- Gedenkstein an den Überfall der Nationalsozialisten auf das Zollamt Wünschendorf im Jahr 1938, in Srbská